# Radio Târgu Mureș
Radio Târgu Mureș (în maghiară Marosvásárhelyi Rádió, germană Radio Neumarkt) este un post public de radio din Târgu Mureș, care emite regional oferând publicului două programe cumulând 40 ore de emisie/zi pe diferite frecvențe: un program cu emisiuni în limba română și unul pentru naționalități (în limbile maghiară și germană, respectiv o emisiune dedicată romilor).

## Istoric
Radioul public din Târgu Mureș a fost înființat în 1958 cu scopul ca din capitala Regiunii Autonome Maghiare să se poată difuza informații de interes public pentru toți locuitorii, cu un program de două ore în română și maghiară. Emisia a debutat sub conducerea directorului Ferencz Papp, în prezența oficialităților și a elitei culturale locale, precum și a directorului general adjunct al Radiodifuziunii Române de la acea vreme, Iuliu Topor. Sediul postului public (Vila Dandea) de radio din Târgu Mureș a fost prima clădire construită special pentru un studiou de radio teritorial din România, cuprinzând patru studiouri de emisie din care unul pentru concerte.
În 12 ianuarie 1985 studioul teritorial din Târgu Mureș a fost închis, ca și celelalte studiouri din țară, de către regimul comunist. La desființare, împreună cu dotarea tehnică, studioului i-a fost luată și arhiva, pentru a fi depozitată sau distrusă într-un depozit al închisorii din Jilava. Înainte de transport, angajații studioului au reușit să copieze în câteva zile și nopți, o mare parte a Fonotecii, pe care au depozitat-o la Biblioteca Județeană Mureș. Din fonoteca de aur face parte emisiunea în limba maghiară „Megy a magnó vándorútra” (în română Cu magnetofonul la drum). Între anii 1976-1985 redactorul János Csifó a realizat 421 de interviuri-portret cu personalități din România, între care se număra György Bözödi, Lajos Csőgör, György Harag, Dezső Miskolczy, Károly Kós sau Zeno Vancea.
La 22 decembrie 1989, Radio Târgu Mureș a reluat activitatea, alături de alte studiouri teritoriale ale radiodifuziunii (Cluj, Craiova, Iași, Timișoara). Vechii redactori ai postului au relansat emisia în limbile română și maghiară.
Cu ocazia împlinirii 55 de ani de funcționare în data de 2 martie 2013, radioul târgumureșean a trecut printr-un proces major de modernizare și de mărire a ofertei editoriale. Cu această dată a început să emite pe două frecvențe diferite, pe una în limba română, iar pe cealaltă în limbile maghiară, germană și română (emisiune dedicată romilor).

## Frecvențe

### Transmisie în AM
- Brașov - 1197 AM
- Miercurea Ciuc - 1593 AM
- Târgu Mureș - 1323 AM (pentru minorități)

### Transmisie în FM
- Borsec - 94.9 FM
- Harghita-Băi - 98.9 FM, 106.8 FM (pentru minorități)
- Târgu Mureș - 102.9 FM, 96.0 FM (pentru minorități)
- Gheorgheni - 92.3 FM (pentru minorități)